# Centrocalia chazeaui
Centrocalia chazeaui là một loài nhện trong họ Lamponidae. Loài này được phát hiện ở Nouvelle-Calédonie.